# Buenaventura Monsuy Asumu
Buenaventura Monsuy Asumu Nsegue (Malabo, marzo de 1953) es un profesor y político ecuatoguineano, líder del Partido de la Coalición Social Demócrata (PCSD) y ex senador.

## Biografía
Nació en Malabo en marzo de 1953. Su nacimiento se produjo en la Prisión Playa Negra, donde su padre se desempeñaba como guardia colonial.
En 1976, mientras realizada sus estudios para profesor, recibió amenazas por parte del régimen de Francisco Macías Nguema, por lo que debió exiliarse en Gabón, donde prosiguió sus estudios como docente y en la carrera de Sociología. También permaneció durante un tiempo en un seminario claretiano para la formación de sacerdocio. En 1979, tras el Golpe de la Libertad, regresó a Guinea Ecuatorial.
Durante los años 80 trabajó como directivo del ExteBank, pero fue cesado por desacuerdos propios en los trabajos de integración de Guinea Ecuatorial en la Unión de los Estados de África Central (actual CEMAC). A partir de entonces, regresó a la enseñanza, tanto en la Escuela Normal de Bata y Malabo, como en la Universidad Nacional de Educación a Distancia (UNED).
A principios de los años 90, con el establecimiento del pluripartidismo en Guinea Ecuatorial, Monsuy Asumu fundó el Partido de la Coalición Social Demócrata (PCSD), del cual es presidente hasta la actualidad. 
También ocupó el cargo de Vicepresidente del Consejo de Investigaciones Científicas y Tecnológicas desde 1996 hasta 1999. En el año 2000 fue Concejal y Teniente de Alcalde del Ayuntamiento de Malabo, y en el año 2003 Ministro de Planificación y Desarrollo, si bien dimitió de su cargo.
En las elecciones legislativas de 2013, Monsuy Asumu fue elegido como Senador, gracias a la alianza electoral entre el PCSD y el gobernante Partido Democrático de Guinea Ecuatorial (PDGE). Fue reelegido como senador en las elecciones legislativas de 2017.
Monsuy Asumu ha sido candidato presidencial en las elecciones de 1996, 2002, 2009, 2016 y 2022, obteniendo magros resultados en todos los casos. En las elecciones de 2022 también perdió su puesto de Senador, pues su partido no obtuvo representación parlamentaria.